# Alea iacta est
Alea iacta est is een Latijnse zegswijze en wordt meestal vertaald als de teerling is geworpen, dat wil zeggen de dobbelsteen is geworpen. De zegswijze wordt gebruikt om aan te geven dat bepaalde gebeurtenissen onherroepelijk in gang zijn gezet, en dat iets onvermijdelijk zal gebeuren.
Wedt men over de uitkomst van een worp met een dobbelsteen, dan kan men vlak voor de worp nog van de weddenschap afzien of de inzet veranderen, maar als de dobbelsteen eenmaal geworpen is, is er geen weg meer terug.

## Achtergrond

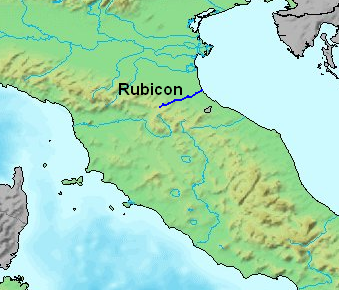
De locatie van de Rubicon

In de Romeinse wet was vastgelegd dat een generaal met een staand leger de Rubicon niet zomaar zuidwaarts mocht oversteken, omdat dit te bedreigend zou zijn voor Rome en de door de Senaat vertegenwoordigde hoogste politieke macht. Toen Julius Caesar met zijn legioenen in 49 v.Chr. dat toch deed na de verovering van Gallië, was als gevolg daarvan de breuk met de Senaat een onomkeerbaar feit, wat uitmondde in een staatsgreep. Caesar heeft de uitdrukking naar verluidt ontleend aan Menander, zijn favoriete Griekse komedieschrijver

### Suetonius
Dit spreekwoord wordt in zijn bekendste vorm voor het eerst door de biograaf Suetonius vermeld: op 10 januari 49 v.Chr. bereikte Julius Caesar met zijn leger de Rubicon, de rivier die de grens vormde tussen Gallia Cisalpina en de gedemilitariseerde zone Italia, die geen enkele Romeinse veldheer met zijn troepen mocht betreden. Daarop zei Caesar:
Etiam nunc regredi possumus; quod si ponticulum transierimus, omnia armis agenda erunt.
Nu kunnen we nog terug; zijn we dit bruggetje eenmaal over, dan zal verder alles met de wapens beslecht moeten worden.— Suetonius, Divus Iulius 31.
Terwijl hij nog in dubio stond, verscheen een buitengewoon grote en mooie man die zittend fluit speelde. Soldaten, onder wie trompetters, en herders stroomden toe om naar het fluitspel te luisteren. De man ontrukte een soldaat een trompet, sprong naar de rivier, gaf een harde stoot op de trompet als aanvalsteken en stak over naar de andere oever. Daarop zei Caesar:
Eatur quo deorum ostenta et inimicorum iniquitas vocat. Iacta alea est
Laat ons gaan waarheen de tekens der goden en de kwaadwilligheid van onze vijanden ons roepen. De teerling is geworpen.— Suetonius, Divus Iulius 32f.
Andere bronnen zijn overigens van mening dat de woorden “Iacta alea est” niet door Julius Caesar zijn uitgesproken. 'De teerling is geworpen' slaat namelijk op het feit dat dit een belangrijke stap is in Caesars leven. Het is echter helemaal niet zo belangrijk als vele gebeurtenissen na en voor dit betreffende moment. Volgens geschiedschrijvers is “Iacta alea est” verzonnen bij de persoon van Caesar, een daadkrachtige, romantische man.
Overigens komt het citaat ook voor als Alea iacta sit (de teerling zij geworpen).

### Plutarchus
Plutarchus schrijft dat deze woorden oorspronkelijk in het Grieks uitgesproken werden:
Ἑλληνιστὶ πρὸς τοὺς παρόντας ἐκβοήσας, « Ἀνερρίφθω κύβος », διεβίβαζε τὸν στρατόν.
Hij [Caesar] verklaarde in het Grieks met luide stem aan de aanwezigen «De teerling is geworpen» en leidde het leger naar de overkant.— Plutarchus, Pompeius 60.2.

### Menander
Volgens Athenaeus van Naucratis was deze zin afkomstig uit Menander:
Α. […] οὐ γαμεῖς, ἂν νοῦν ἔχῃς, τοῦτον καταλείπων τὸν βίον. Γεγάμηκα γὰρ καὐτος · διὰ τοῦτό σοι παραινῶ μὴ γαμεῖν.
Β. Δεδογμένον τὸ πρᾶγμ' · ἀνερρίφθω κύβος

A. […] trouw niet, indien je verstand hebt, dit leven vergooiend. Ikzelf was immers getrouwd: daarom raad ik jou aan niet te trouwen.
B. Wachten we de zaak af: de dobbelsteen moet omhoog gegooid zijn.— Menander, Arrephoros of Auletris geciteerd in Athenaeus van Naucratis, Deipnosophistae XIII 8.

## Referentie
- F.A. Stoett, Nederlandsche Spreekwoorden, Spreekwijzen, Uitdrukkingen en Gezegden, I, Zutphen, 19234, p. 350.